# Air-Lanka-Flug 512
Der Air-Lanka-Flug 512 (Flugnummer: UL512) war ein Flug der staatlichen Fluggesellschaft Air Lanka aus Sri Lanka, der von London über Zürich, Dubai und Colombo nach Malé auf den Malediven führte. Am 3. Mai 1986 wurde der Flug mit einer Lockheed L-1011 TriStar durchgeführt. An diesem Tag ereignete sich auf dem Flug ein schwerer Zwischenfall, als während des Zwischenstopps auf dem Bandaranaike International Airport eine Bombe an Bord der Maschine explodierte, die das Flugzeug in zwei Stücke riss. Dabei kamen 21 Menschen ums Leben, weitere 41 wurden verletzt. 

## Flugzeug
Bei der verunglückten Maschine handelte es sich um eine Lockheed L-1011 TriStar und damit eine Maschine der letzten, bis 1984 gebauten zivilen Flugzeugbaureihe des Herstellers Lockheed.  Das Flugzeug trug die Werksnummer 1061. Die Maschine absolvierte am 14. Januar 1974 ihren Erstflug, bevor sie am 28. Januar 1974 an die ANA (All Nippon Airways) ausgeliefert und mit dem Luftfahrzeugkennzeichen JA8502 zugelassen wurde. Am 19. März 1982 übernahm Air Lanka die Maschine und ließ sie zunächst als 4R-ALH, später dann mit dem Luftfahrzeugkennzeichen 4R-ULD zu. Das dreistrahlige Langstrecken-Großraumflugzeug war mit drei Triebwerken des Typs Rolls-Royce RB211-22B ausgestattet. Bis zu ihrer Zerstörung hatte die Maschine 28.915 Betriebsstunden bei 16.666 Starts und Landungen absolviert.

## Passagiere und Flugverlauf
Den Air-Lanka-Flug 512 hatten hauptsächlich Touristen aus Frankreich, der Bundesrepublik Deutschland, Großbritannien und Japan angetreten. Der Flug führte vom Flughafen London-Gatwick über den Flughafen Zürich-Kloten und den Dubai International Airport zum Bandaranaike International Airport in Colombo und dann weiter nach Malé auf den Malediven.

## Explosion
Das Boarding hatte sich verzögert, da die Maschine beim Verladen beschädigt worden war. Während des Boardings erschütterte eine gewaltige Explosion die Maschine. Der Rumpf wurde in zwei Stücke gerissen, die Heckpartie mit dem Mitteltriebwerk fiel auf den Boden herab. Die Explosion war so gewaltig, dass die Druckwelle sogar einige Fenster des Flughafenterminals am Flughafen Bandaranaike zum Bersten brachte.

## Opfer
An Bord der Maschine wurden 21 Personen getötet, darunter drei Briten, zwei Deutsche, drei Franzosen, zwei Japaner, zwei Staatsbürger der Malediven und ein Pakistani. Darüber hinaus wurden 41 Personen verletzt.

## Urheber und Anschlagsplan
Die Regierung von Sri Lanka kam zu dem Schluss, dass die Bombe durch die militante Tamilenorganisation Liberation Tigers of Tamil Eelam (LTTE) platziert worden war, um Friedensgespräche zwischen der LTTE und der Regierung Sri Lankas zu torpedieren. Die Behörden erklärten, dass beim Durchsuchen der Maschine am Folgetag ein Frachtstück gefunden worden sei, welches Uniformen und Abzeichen der Black Tigers enthielt. Die Black Tigers waren eine Abteilung der LTTE, die Selbstmordanschläge organisierte. 
Der Zeitzünder der Bombe war eigentlich so programmiert, dass sie im Flug explodieren sollte. Auf Grund von Verspätungen ereignete sich die Explosion am Boden. Dieser Umstand hatte allen Erkenntnissen zufolge zahlreichen Passagieren das Leben gerettet.